# Javianne Oliver
Javianne Alissa Oliver (Monroe, 26 dicembre 1994) è una velocista statunitense.

## Biografia
Ai Giochi olimpici di Tokyo 2020 ha vinto la medaglia d'argento con la staffetta 4×100 metri.

## Palmarès
| Anno | Manifestazione   | Sede       | Evento      | Risultato  | Prestazione | Note                                     |
| ---- | ---------------- | ---------- | ----------- | ---------- | ----------- | ---------------------------------------- |
| 2018 | Mondiali indoor  | Birmingham | 60 m piani  | Semifinale | 7"10        |                                          |
| 2021 | Giochi olimpici  | Tokyo      | 100 m piani | Semifinale | 11"08       |                                          |
| 2021 | Giochi olimpici  | Tokyo      | 4×100 m     | Argento    | 41"45       | Miglior prestazione personale stagionale |
| 2022 | Campionati NACAC | Freeport   | 100 m piani | 4ª         | 11"21       |                                          |
| 2022 | Campionati NACAC | Freeport   | 4x100 m     | Oro        | 42"35       |                                          |